# ایکسا (رود)
ایکسا (به لاتین: Iksa) یک رود در روسیه است که در استان تومسک واقع شده‌است.